# Chmiel Pierwszy
Chmiel Pierwszy is een plaats in het Poolse district  Lubelski, woiwodschap Lublin. De plaats maakt deel uit van de gemeente Jabłonna en telt 330 inwoners.